# Brocas
Brocas é uma comuna francesa na região administrativa da Nova Aquitânia, no departamento Landes. Estende-se por uma área de 54,67 km². Em 2010 a comuna tinha 807 habitantes (densidade: 14,8 hab./km²).